# 鵜殿余野子
鵜殿 余野子（うどの よのこ、1729年（享保14年） - 1788年12月17日（天明8年11月20日））は、江戸時代中期の女流歌人。別称清子。瀬川、凉月院、きよい子と号す。儒学者・鵜殿士寧の妹。

## 経歴・人物
江戸に生まれる。紀州徳川家中屋敷に仕える。賀茂真淵に和歌を学び、同門では土岐筑波子、油谷倭文子と並び称され、「県門の三才女」と呼ばれることも多い。兄の士寧の影響を受け詩文の才もあったといわれる。家集に『佐保川』『凉月遺草』など。